# 畠山泰国
畠山 泰国（はたけやま やすくに）は、鎌倉時代前期の武将。鎌倉幕府御家人。足利氏の一門畠山氏。足利義純の三男。

## 家系
母が北条時政の娘で畠山重忠未亡人という関係で、1度断絶した畠山氏の名跡を継いだ（そのため、異母兄達は岩松氏・田中氏を名乗る）。なお母親についての異説として、重忠と時政の娘との間に生まれた女性というものがある。この場合、泰国は重忠の外孫であると同時に時政の曾孫となる。源姓畠山氏の2代当主とされているが、初めて畠山姓を名乗ったのは泰国であるため、実際は初代当主といえる。
諱の「泰」の字は、従兄弟（同じく時政の孫）にあたる北条泰時から偏諱を受けたものである。北条氏の縁者でもあったため鎌倉幕府から厚遇され、美濃にも所領を持ち、子の義生（よしなり?）が分家して美濃畠山氏となった。義生の系統は後に日向に移り日向畠山氏となった。
泰国は建長年間に子の国氏（＝時国?）と共に幕府に出仕した記録があり、この頃までの生存は確認できる。泰国の跡は国氏が家督を継承した。